# Saint-Aubin-de-Cadelech
Pour les articles homonymes, voir Saint-Aubin.
Saint-Aubin-de-Cadelech [sɛ̃.t‿obɛ̃ də kadlɛʃ] est une commune française située dans le département de la Dordogne, en région Nouvelle-Aquitaine.

## Géographie
La commune se situe à la limite du département de Lot-et-Garonne.

### Communes limitrophes
Saint-Aubin-de-Cadelech est limitrophe de six autres communes dont deux dans le département de Lot-et-Garonne. Au nord, son territoire est distant de 800 mètres de celui de Sadillac.
| Razac-d'Eymet        |                         | Saint-Capraise-d'Eymet      |
|                      | Saint-Aubin-de-Cadelech | Plaisance                   |
| Serres-et-Montguyard | Lauzun (Lot-et-Garonne) | Lalandusse (Lot-et-Garonne) |

### Géologie et relief

#### Géologie
Situé sur la plaque nord du Bassin aquitain et bordé à son extrémité nord-est par une frange du Massif central, le département de la Dordogne présente une grande diversité géologique. Les terrains sont disposés en profondeur en strates régulières, témoins d'une sédimentation sur cette ancienne plate-forme marine. Le département peut ainsi être découpé sur le plan géologique en quatre gradins différenciés selon leur âge géologique. Saint-Aubin-de-Cadelech est située dans le quatrième gradin à partir du nord-est, un plateau formé de dépôts siliceux-gréseux et de calcaires lacustres de l'ère tertiaire.
Les couches affleurantes sur le territoire communal sont constituées de formations superficielles du Quaternaire et de roches sédimentaires datant du Cénozoïque. La formation la plus ancienne, notée e6b, se compose de molasses inférieures (faciès argileux dominant)  (Bartonien supérieur continental). La formation la plus récente, notée Fy3-z, fait partie des formations superficielles de type alluvions subactuelles à actuelles. Le descriptif de ces couches est détaillé dans  la feuille « no 830 - Eymet » de la carte géologique au 1/50 000 de la France métropolitaine, et sa notice associée.

Carte géologique de Saint-Aubin-de-Cadelech.

#### Relief et paysages
Le département de la Dordogne se présente comme un vaste plateau incliné du nord-est (491 m, à la forêt de Vieillecour dans le Nontronnais, à Saint-Pierre-de-Frugie) au sud-ouest (2 m à Lamothe-Montravel). L'altitude du territoire communal varie quant à elle entre 53 mètres et 171 mètres,.
Dans le cadre de la Convention européenne du paysage entrée en vigueur en France le 1er juillet 2006, renforcée par la loi du 8 août 2016 pour la reconquête de la biodiversité, de la nature et des paysages, un atlas des paysages de la Dordogne a été élaboré sous maîtrise d’ouvrage de l’État et publié en octobre 2020. Les paysages du département s'organisent en huit unités paysagères,. La commune est dans le Bergeracois, une région naturelle présentant un relief contrasté, avec les deux grandes vallées de la Dordogne et du Dropt séparées par un plateau plus ou moins vallonné, dont la pente générale s’incline doucement d’est en ouest. Ce territoire offre des paysages ouverts qui tranchent avec les paysages périgourdins. Il est composé de vignes, vergers et cultures,.
La superficie cadastrale de la commune publiée par l'Insee, qui sert de référence dans toutes les statistiques, est de 13,66 km2,,. La superficie géographique, issue de la BD Topo, composante du Référentiel à grande échelle produit par l'IGN, est quant à elle de 13,57 km2.

### Hydrographie

#### Réseau hydrographique

Réseaux hydrographique et routier de Saint-Aubin-de-Cadelech.

La commune est située dans le bassin de la Garonne au sein du Bassin Adour-Garonne. Elle est drainée par le Dropt, le Mérigole, le ruisseau de la Mouline et par divers petits cours d'eau, qui constituent un réseau hydrographique de 19 km de longueur totale,.
Le Dropt, d'une longueur totale de 132,47 km, prend sa source dans la commune de Capdrot et se jette en rive droite de la Garonne en limite de Caudrot et de Casseuil, face à Barie,. Il borde la commune au sud sur sept kilomètres, face à Lalandusse, Lauzun et Serres-et-Montguyard.
Son affluent de rive droite le Mérigole sert de limite territoriale à l'est sur près de deux kilomètres et demi, face à Razac-d'Eymet.
Autre affluent de rive droite du Dropt, le ruisseau de la Mouline prend sa source dans le nord de la commune dont il arrose le territoire sur près de quatre kilomètres.

#### Gestion et qualité des eaux
Le territoire communal est couvert par le schéma d'aménagement et de gestion des eaux (SAGE) « Dropt ». Ce document de planification, dont le territoire correspond au bassin versant du Dropt, d'une superficie de 1 522 km2, a été approuvé le 13 janvier 2022. La structure porteuse de l'élaboration et de la mise en œuvre est le syndicat mixte EPIDROPT. Il définit sur son territoire les objectifs généraux d’utilisation, de mise en valeur et de protection quantitative et qualitative des ressources en eau superficielle et souterraine, en respect des objectifs de qualité définis dans le troisième SDAGE  du Bassin Adour-Garonne qui couvre la période 2022-2027, approuvé le 10 mars 2022.
La qualité des eaux de baignade et des cours d’eau peut être consultée sur un site dédié géré par les agences de l’eau et l’Agence française pour la biodiversité.

### Climat
Pour des articles plus généraux, voir Climat de la Nouvelle-Aquitaine et Climat de la Dordogne.
Historiquement, la commune est exposée à un climat océanique aquitain.  
En 2020, Météo-France publie une typologie des climats de la France métropolitaine dans laquelle la commune est exposée à un climat océanique et est dans la région climatique  Aquitaine, Gascogne, caractérisée par une pluviométrie abondante au printemps, modérée en automne, un faible ensoleillement au printemps, un été chaud (19,5 °C), des vents faibles, des brouillards fréquents en automne et en hiver et des orages fréquents en été (15 à 20 jours).
Pour la période 1971-2000, la température annuelle moyenne est de 12,7 °C, avec une amplitude thermique annuelle de 15,2 °C. Le cumul annuel moyen de précipitations est de 835 mm, avec 10,9 jours de précipitations en janvier et 6,8 jours en juillet. Pour la période 1991-2020, la température moyenne annuelle observée sur la station météorologique la plus proche, située sur la commune de Bergerac à 18 km à vol d'oiseau, est de 13,2 °C et le cumul annuel moyen de précipitations est de 792,9 mm,. Pour l'avenir, les paramètres climatiques de la commune estimés pour 2050 selon différents scénarios d'émission de gaz à effet de serre sont consultables sur un site dédié publié par Météo-France en novembre 2022.

## Urbanisme

### Typologie
Au 1er janvier 2024, Saint-Aubin-de-Cadelech est catégorisée commune rurale à habitat très dispersé, selon la nouvelle grille communale de densité à 7 niveaux définie par l'Insee en 2022.
Elle est située hors unité urbaine et hors attraction des villes,.

### Occupation des sols
L'occupation des sols de la commune, telle qu'elle ressort de la base de données européenne d’occupation biophysique des sols Corine Land Cover (CLC), est marquée par l'importance des territoires agricoles (90,7 % en 2018), une proportion identique à celle de 1990 (90,7 %). La répartition détaillée en 2018 est la suivante : 
zones agricoles hétérogènes (45,3 %), terres arables (41,7 %), forêts (9,3 %), prairies (3,7 %). L'évolution de l’occupation des sols de la commune et de ses infrastructures peut être observée sur les différentes représentations cartographiques du territoire : la carte de Cassini (XVIIIe siècle), la carte d'état-major (1820-1866) et les cartes ou photos aériennes de l'IGN pour la période actuelle (1950 à aujourd'hui).

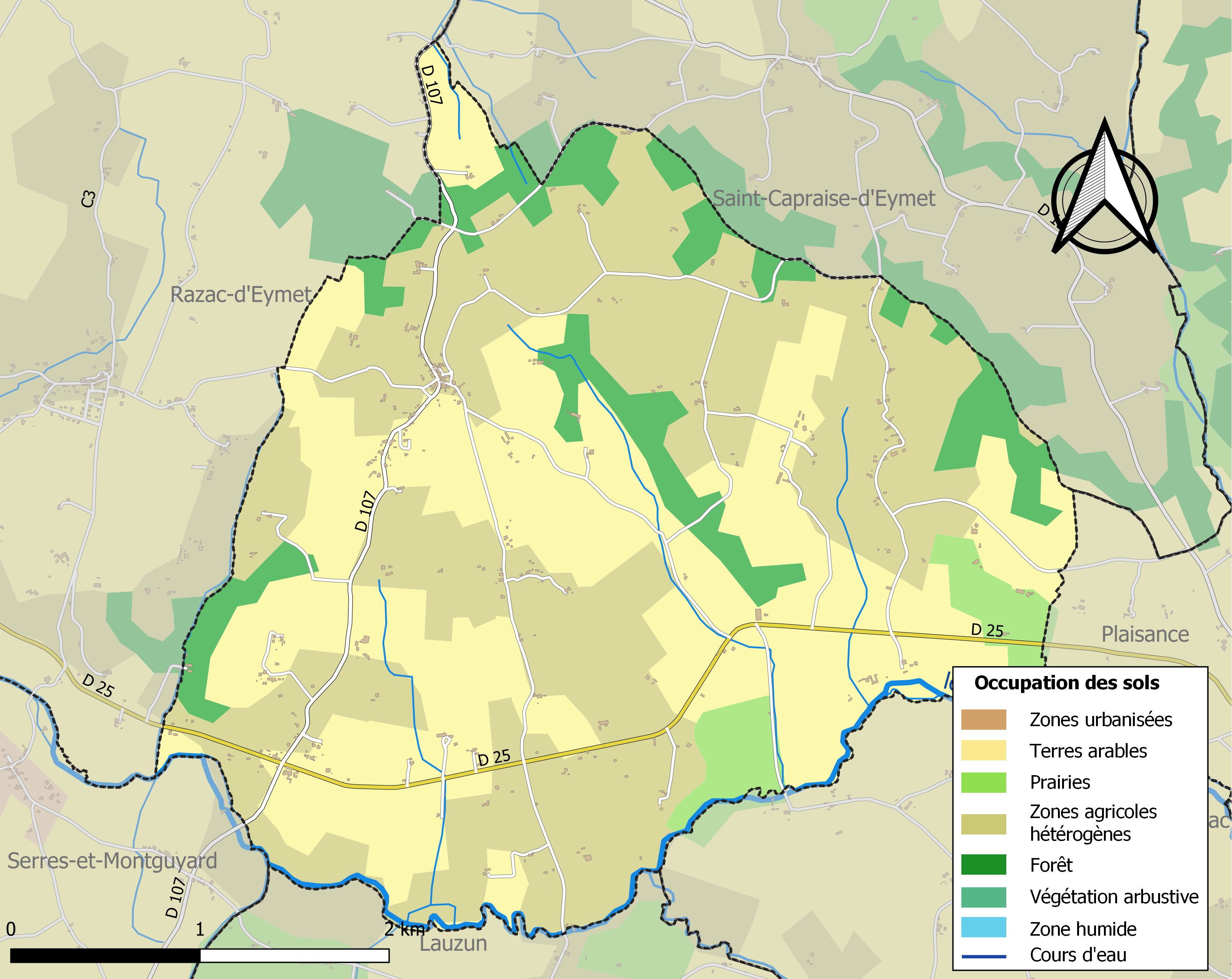
Carte des infrastructures et de l'occupation des sols de la commune en 2018 (CLC).

### Prévention des risques
Le territoire de la commune de Saint-Aubin-de-Cadelech est vulnérable à différents aléas naturels : météorologiques (tempête, orage, neige, grand froid, canicule ou sécheresse), inondations, feux de forêts, mouvements de terrains et séisme (sismicité très faible). Un site publié par le BRGM permet d'évaluer simplement et rapidement les risques d'un bien localisé soit par son adresse soit par le numéro de sa parcelle.
Certaines parties du territoire communal sont susceptibles d’être affectées par le risque d’inondation par débordement de cours d'eau, notamment le Dropt. La commune a été reconnue en état de catastrophe naturelle au titre des dommages causés par les inondations et coulées de boue survenues en 1982, 1986, 1996, 1999, 2016 et 2018,. Le risque inondation est pris en compte dans l'aménagement du territoire de la commune par le biais du plan de prévention des risques inondation (PPRI) de la « vallée du Dropt », couvrant 5 communes, prescrit le 19 février 2013 et approuvé le 19 janvier 2015, pour les crues du Dropt,.
Saint-Aubin-de-Cadelech est exposée au risque de feu de forêt. L’arrêté préfectoral du 14 mars 2013 fixe les conditions de pratique des incinérations et de brûlage dans un objectif de réduire le risque de départs d’incendie. À ce titre, des périodes sont déterminées : interdiction totale du 15 février au 15 mai et du 15 juin au 15 octobre, utilisation réglementée du 16 mai au 14 juin et du 16 octobre au 14 février. En septembre 2020, un plan inter-départemental de protection des forêts contre les incendies (PidPFCI) a été adopté pour la période 2019-2029,.

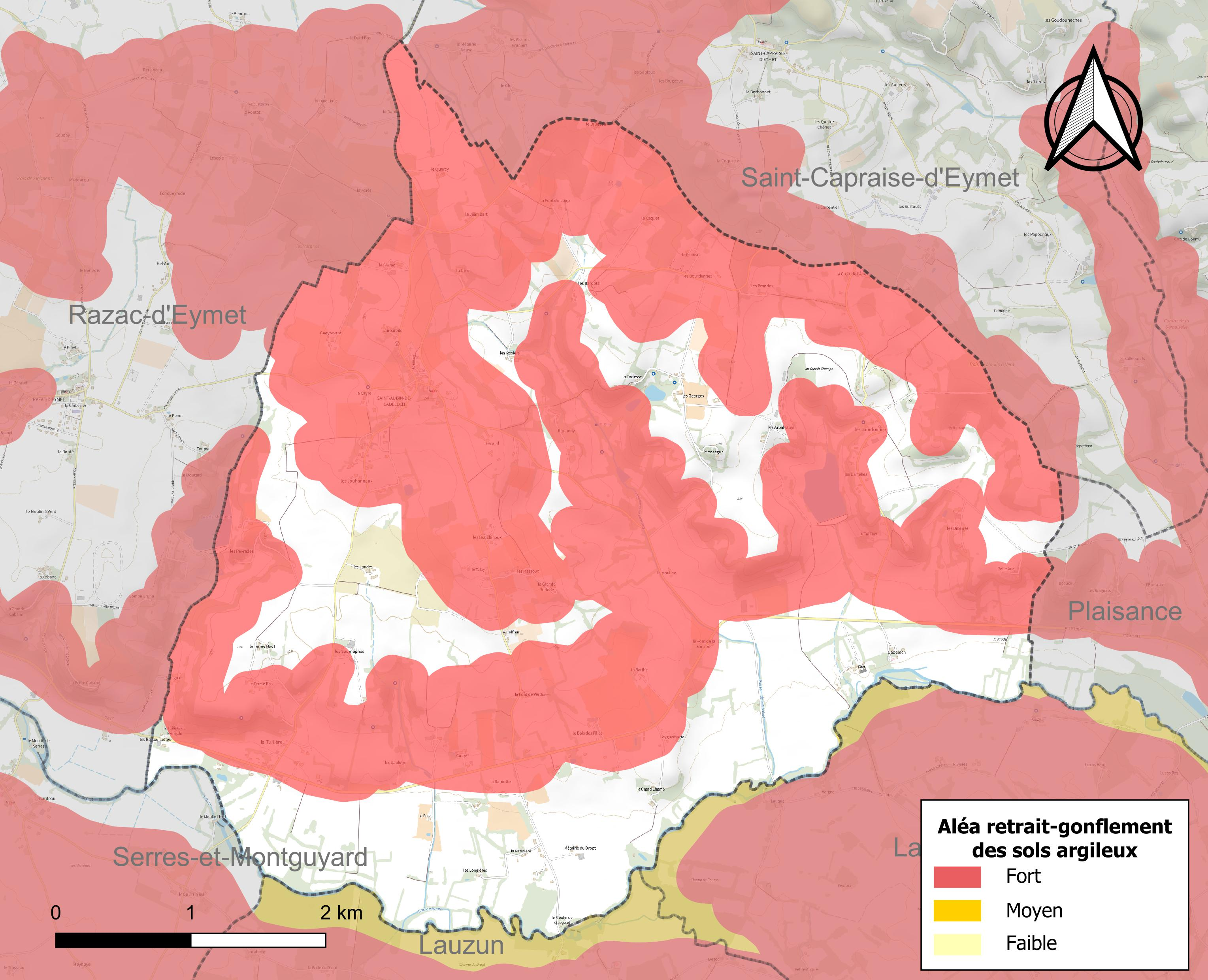
Carte des zones d'aléa retrait-gonflement des sols argileux de Saint-Aubin-de-Cadelech.

Les mouvements de terrains susceptibles de se produire sur la commune sont des tassements différentiels. Le retrait-gonflement des sols argileux est susceptible d'engendrer des dommages importants aux bâtiments en cas d’alternance de périodes de sécheresse et de pluie. 64,9 % de la superficie communale est en aléa moyen ou fort (58,6 % au niveau départemental et 48,5 % au niveau national métropolitain). Depuis le 1er octobre 2020, en application de la loi ÉLAN, différentes contraintes s'imposent aux vendeurs, maîtres d'ouvrages ou constructeurs de biens situés dans une zone classée en aléa moyen ou fort,.
La commune a été reconnue en état de catastrophe naturelle au titre des dommages causés par la sécheresse en 1989 et 2011 et par des mouvements de terrain en 1999.

## Toponymie
En occitan, la commune porte le nom de Sench Aubin e Cadalech.

## Histoire
Entre 1790 et 1794, la commune actuelle est créée par fusion des communes de Cadelech et de Saint-Aubin-de-Cahuzac.

Ladite commune de Saint-Aubin-de-Cahuzac porta, au cours de la période révolutionnaire de la Convention nationale, le nom d'Aubin-de-Cahuzac.
Lors de la Première Guerre mondiale, 21 hommes de la commune sont morts. Un 22e est décédé le 26 novembre 1918, quinze jours après la fin du conflit, des suites d'un gazage à l'ypérite.

## Politique et administration

### Administration municipale
La population de la commune étant comprise entre 100 et 499 habitants au recensement de 2017, onze conseillers municipaux ont été élus en 2020,.

### Liste des maires
| Période                                    | Période   | Identité            | Étiquette | Qualité                                                                                          |
| ------------------------------------------ | --------- | ------------------- | --------- | ------------------------------------------------------------------------------------------------ |
| Les données manquantes sont à compléter.   |           |                     |           |                                                                                                  |
| 1900                                       | 1908      | Albert Bouchilloux  |           |                                                                                                  |
| 1908                                       | 1909      | Jean Baptiste Birot |           |                                                                                                  |
| 1909                                       | 1912      | Pierre Veyleau      |           |                                                                                                  |
| 1912                                       | 1929      | Pierre Freyssenge   |           |                                                                                                  |
| 1929                                       | 1944      | Pierre Rouan        |           |                                                                                                  |
| 1944                                       | 1945      | Gabriel Nicaudie    |           |                                                                                                  |
| 1945                                       | 1971      | Joseph Faugère      |           |                                                                                                  |
| 1971                                       | mars 1977 | Auguste Boisserie   |           |                                                                                                  |
| mars 1977                                  | juin 1995 | Élie Marty          | UDF-PR    | Exploitant agricole Député de la Dordogne (1986 → 1988) Conseiller général d'Eymet (1982 → 1988) |
| juin 1995                                  | mars 2008 | Guy Crombez         | DVD       |                                                                                                  |
| mars 2008                                  | mars 2014 | Michel Joret        | SE        | Agriculteur                                                                                      |
| mars 2014 (réélu pour le mandat 2020-2026) | En cours  | Pascal Marty        | SE        | Agriculteur                                                                                      |

### Jumelages
Boofzheim (France) (Bas-Rhin)

## Équipements et services publics

### Justice
Dans le domaine judiciaire, Saint-Aubin-de-Cadelech relève : 
- du tribunal judiciaire, du tribunal pour enfants, du conseil de prud'hommes et du tribunal de commerce de Bergerac ;
- du pôle Nationalité du tribunal judiciaire de Périgueux (compétent uniquement dans le domaine de la nationalité) ;
- de la cour d'appel, du tribunal administratif et de la  cour administrative d'appel de Bordeaux.

## Population et société

### Démographie
Les habitants de Saint-Aubin-de-Cadelech se nomment les Saint Aubinois.
L'évolution du nombre d'habitants est connue à travers les recensements de la population effectués dans la commune depuis 1793. Pour les communes de moins de 10 000 habitants, une enquête de recensement portant sur toute la population est réalisée tous les cinq ans, les populations de référence des années intermédiaires étant quant à elles estimées par interpolation ou extrapolation. Pour la commune, le premier recensement exhaustif entrant dans le cadre du nouveau dispositif a été réalisé en 2005.

En 2022, la commune comptait 347 habitants, en évolution de +3,58 % par rapport à 2016 (Dordogne : +0,37 %, France hors Mayotte : +2,11 %).
| 1793 | 1800 | 1806 | 1821 | 1831 | 1836 | 1841 | 1846 | 1851 |
| ---- | ---- | ---- | ---- | ---- | ---- | ---- | ---- | ---- |
| 705  | 668  | 682  | 726  | 730  | 788  | 736  | 703  | 700  |

| 1856 | 1861 | 1866 | 1872 | 1876 | 1881 | 1886 | 1891 | 1896 |
| ---- | ---- | ---- | ---- | ---- | ---- | ---- | ---- | ---- |
| 720  | 693  | 672  | 650  | 685  | 617  | 582  | 556  | 587  |

| 1901 | 1906 | 1911 | 1921 | 1926 | 1931 | 1936 | 1946 | 1954 |
| ---- | ---- | ---- | ---- | ---- | ---- | ---- | ---- | ---- |
| 523  | 505  | 511  | 458  | 508  | 488  | 496  | 438  | 460  |

| 1962 | 1968 | 1975 | 1982 | 1990 | 1999 | 2005 | 2006 | 2010 |
| ---- | ---- | ---- | ---- | ---- | ---- | ---- | ---- | ---- |
| 472  | 373  | 331  | 299  | 338  | 316  | 311  | 315  | 325  |

| 2015 | 2020 | 2022 | - | - | - | - | - | - |
| ---- | ---- | ---- | - | - | - | - | - | - |
| 330  | 343  | 347  | - | - | - | - | - | - |

## Économie

### Emploi
En 2015, parmi la population communale comprise entre 15 et 64 ans, les actifs représentent 148 personnes, soit 44,8 % de la population municipale. Le nombre de chômeurs (seize) a légèrement augmenté par rapport à 2010 (quinze) et le taux de chômage de cette population active s'établit à 10,8 %.

### Établissements
Au 31 décembre 2015, la commune compte quarante-cinq établissements, dont vingt au niveau des commerces, transports ou services, douze dans l'agriculture, la sylviculture ou la pêche, sept dans la construction, quatre dans l'industrie, et deux relatifs au secteur administratif, à l'enseignement, à la santé ou à l'action sociale.

## Culture locale et patrimoine

### Lieux et monuments
- Château de l'Arbaleste
- Château de Bardouly
- L'église Saint-Aubin était à l'origine un prieuré bénédictin, connu sous le nom de S. Albinus de Resaco en 1365[57].
- La chapelle Saint-Étienne de Cadelech, ancienne église de la paroisse de Cadelech, est mentionnée en 1109 sous le nom de Ecclesia S. Stephani de Cadalihaco[57].

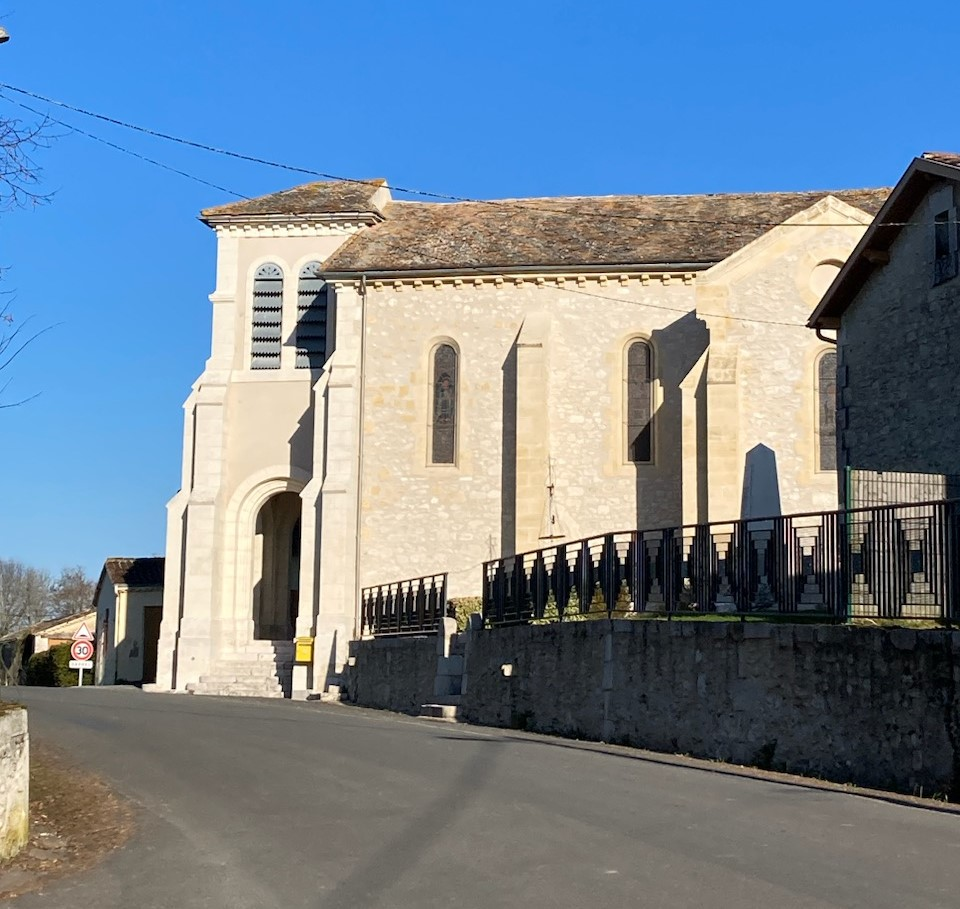
L'église Saint-Aubin.
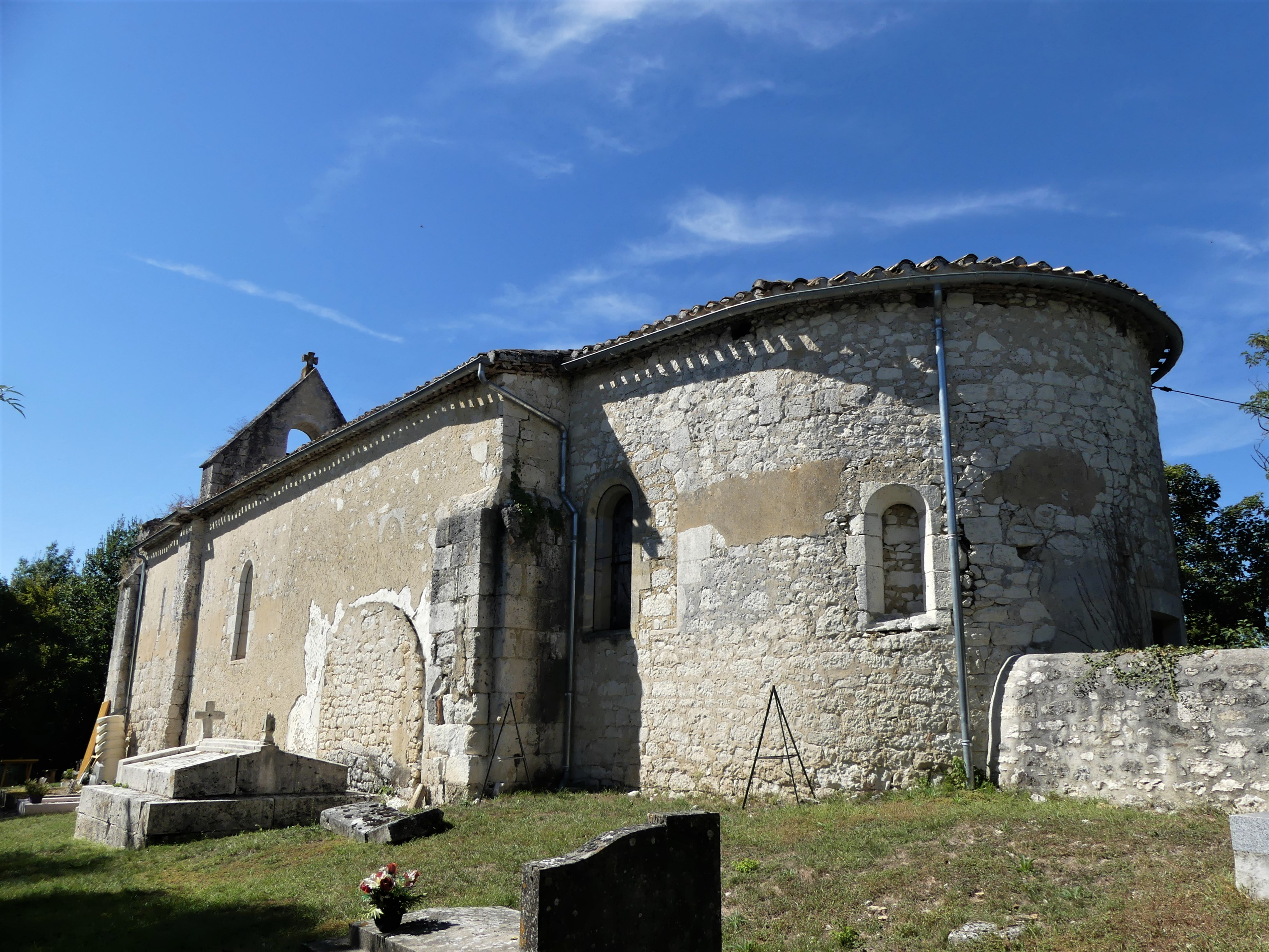
La chapelle Saint-Étienne de Cadelech.
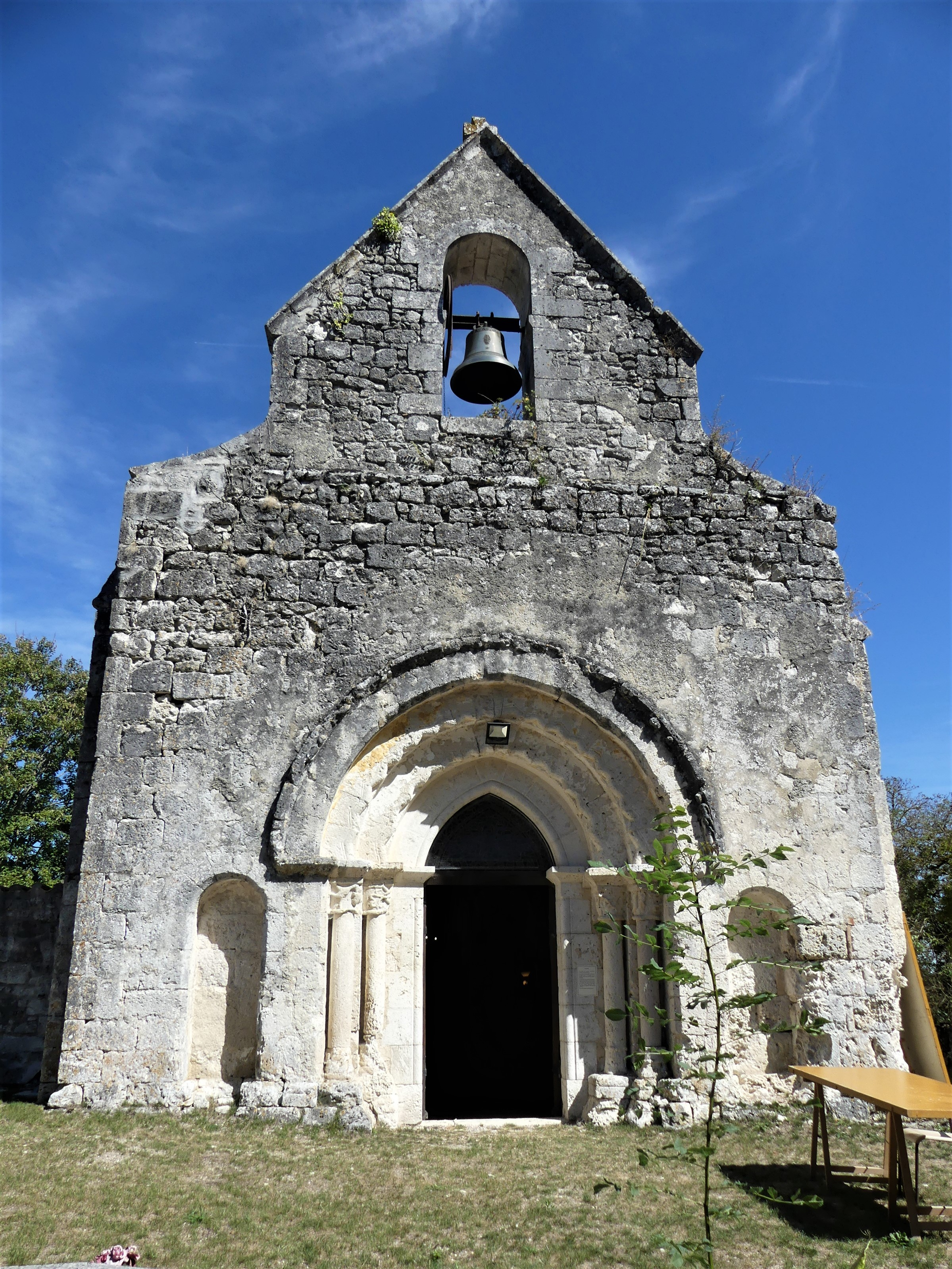
Son clocher-mur.
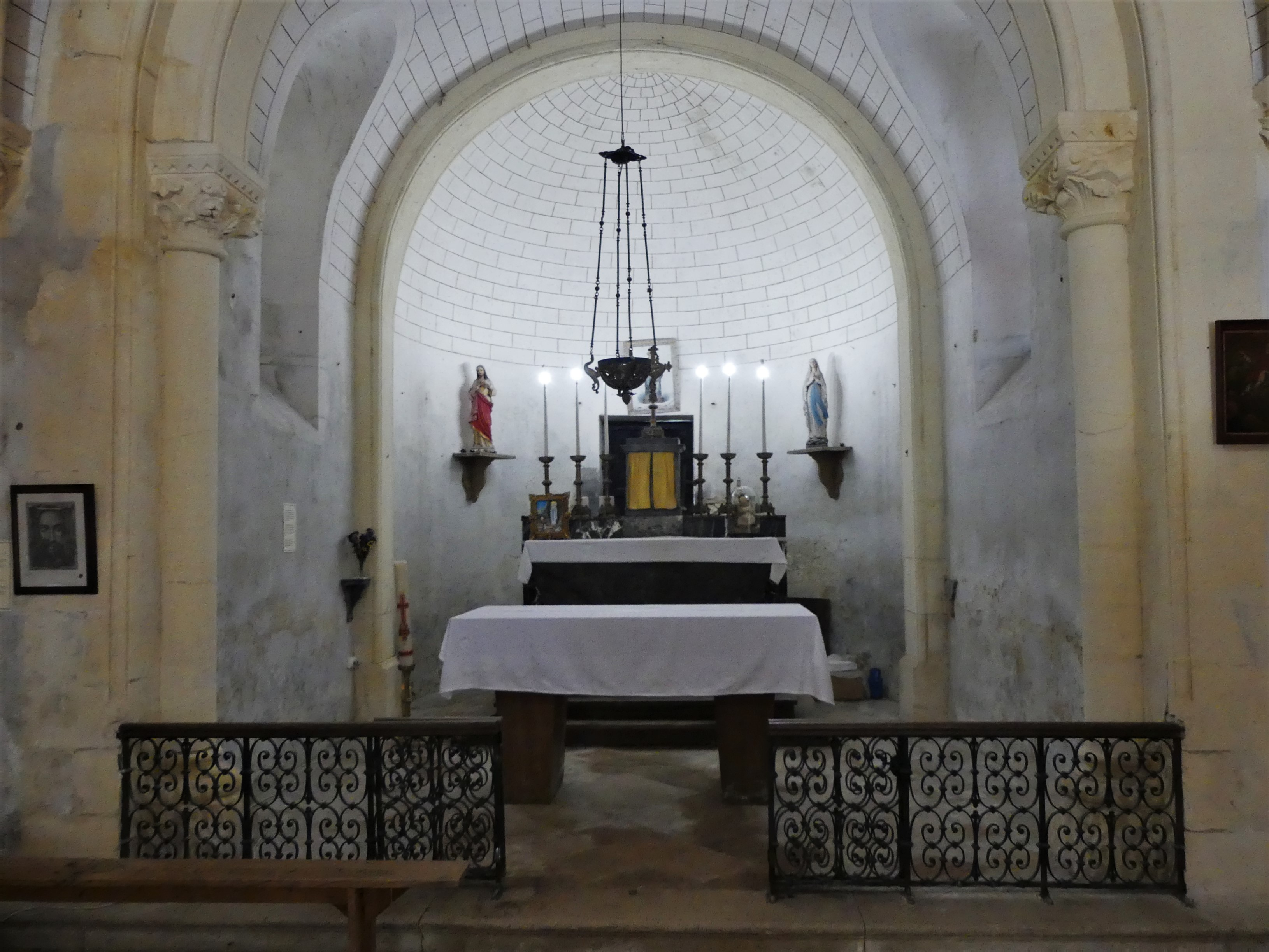
Son chœur.

### Personnalités liées à la commune
- Élie Marty (1930-2003), homme politique

## Pour approfondir